# Federation Park
Federation Park es una localidad de Trinidad y Tobago, que forma parte de la ciudad de Puerto España.

## Geografía
La localidad abarca parte de la isla Trinidad y limita al norte con Ellerslie Park, al sur y este con St. Clair y al oeste con Long Circular y St. James.

## Demografía
Datos demográficos de la localidad de Federation Park:
| Gráfica de evolución demográfica de Federation Park entre 2000 y 2011 |
|                                                                       |